# 科兰加迈特 (澳大利亚国会选区)
科兰加迈特選區（英語：Division of Corangamite），是澳大利亞維多利亞州的下議院選區，位於該州西部，因科兰加迈特湖得名。面積7,724平方公里。
選區始於1900年，是原始的七十五個國會選區之一。本區在1934年至2007年間是自由黨的安全選區。目前當區議員是工黨的戴倫·吉斯曼。